# Слющенко Олексій Олегович
Олексі́й Оле́гович Слющенко (нар. 22 червня 1984, Миколаїв, Українська РСР, СРСР — пом. 5 червня 2023, Білогрудів, Голопристанський район, Херсонська область, Україна) — український бодібілдер, чемпіон світу з паверліфтингу, солдат Збройних сил України 123-ї окремої бригади територіальної оборони України. Герой України (посмертно).

## Життєпис
Народився 22 червня 1984 року в Миколаєві. З дитинства багато хворів. Навчався в ліцеї міста Миколаїв № 42. Займався спортом, захоплювався єдиноборствами: рукопашним боєм і кікбоксингом.
Був багаторазовим чемпіоном України з паверліфтингу. У 2012 році здобув звання чемпіона світу у Празі.
У 2018 році здобув звання чемпіона України з бодібілдингу, згодом виборював це звання у 2018, 2019 і 2021 роках. У 2019 і 2021 роках був срібним призером чемпіонатів України з бодібілдингу. Працював тренером у спортивних клубах Миколаєва.
З початком повномасштабного вторгнення Росії в Україну вступив до лав Збройних сил України. Брав участь у боях за Миколаїв і Миколаївську область у складі 123-ї окремої бригади територіальної оборони на посаді розвідника-навідника та виконував бойові завдання у складі розвідувальних груп. На початку березня 2022 року Слющенко разом з бійцями територіальної оборони брав активну участь в обороні аеродрому «Кульбакине». Також підрозділи 123-ї бригади брали участь у визволенні Баштанки та спільно з іншими підрозділами сил оборони в боях на Херсонщині.
У вересні 2022 року відділення Слющенка першими знищили на Миколаївщині іранські безпілотники Shahed-136, що намагалися атакувати електропідстанцію в Миколаївській області.
У червні 2022 року брав участь у військовій операції на дніпровських островах поблизу Херсона. 5 червня на острові Білогрудів зазнав смертельних поранень, коли намагався витягнути свого пораненого командира. Похований 10 червня у Миколаєві.

## Нагороди
- Почесний нагрудний знак «Золотий хрест»;
- Звання «Герой України» із врученням ордену «Золота Зірка» (посмертно).

## Вшанування пам'яті
- 5 жовтня 2023 року в Миколаєві в ліцеї № 42 відкрито Алею пам'яті загиблих на фронті випускників закладу освіти, де кожна висаджена калина символізувала загиблого українського воїна. Одна з них висаджена на честь Олексія Слющенка, що навчався в ліцеї. Поруч встановлено меморіальну дошку[1][11].
- Під час новорічного звернення Президента України Володимира Зеленського до 2025 року ім'я Олексія Слющенка спроєктували на «Батьківщину-Мати»[12].